# Bolesław Kołyszko
Bolesław Kajetan Kołyszko, pseudonim Rutkowski, Szyszka (ur. 1838, zm. 9 czerwca 1863 w Wilnie) – jeden z przywódców powstania styczniowego na Litwie.

## Pierwsze lata życia

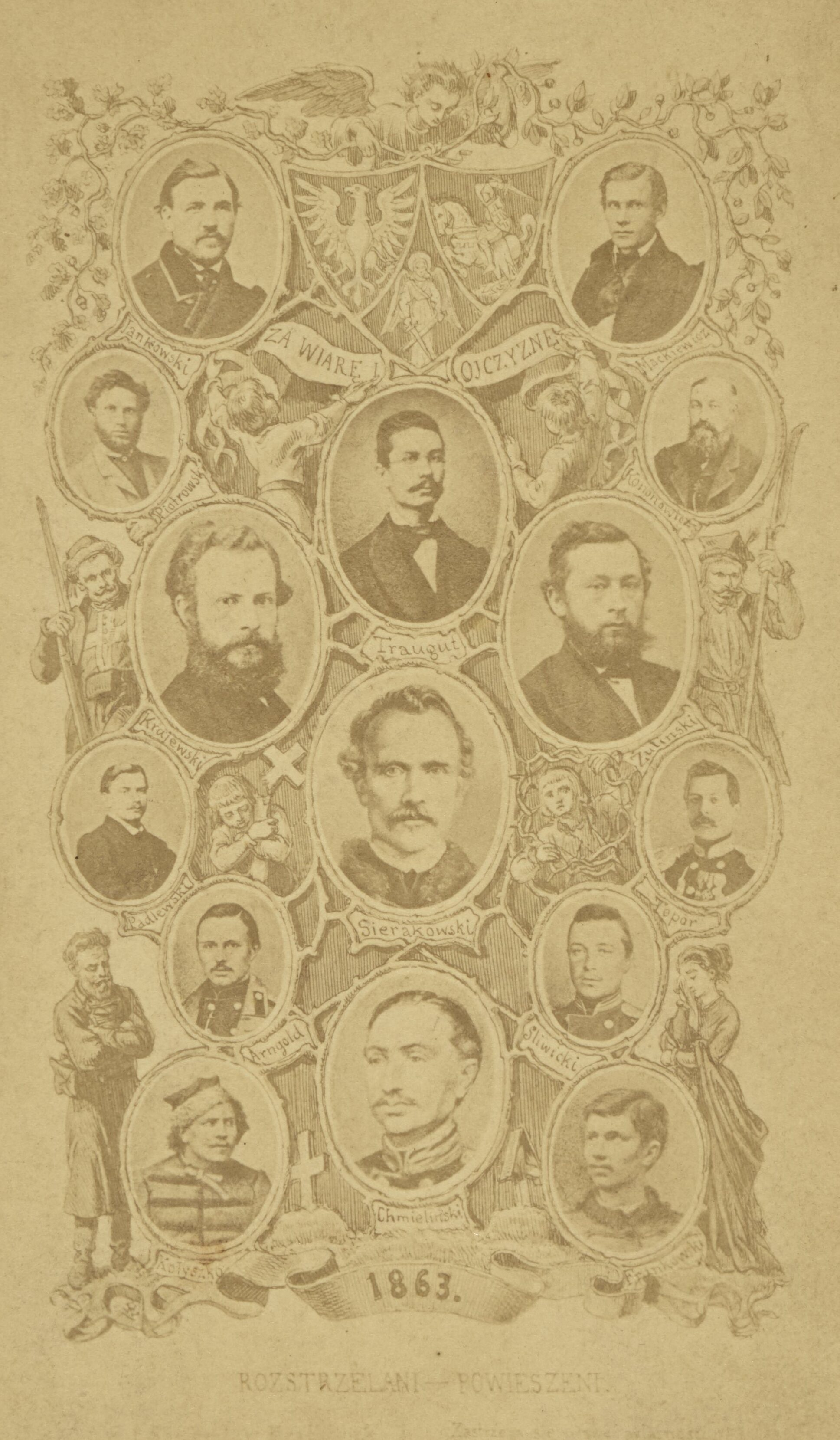
Fotografia Kołyszki wśród portretów straconych przywódców powstania styczniowego. Za wiarę i ojczyznę 1863, rozstrzelani – powieszeni autorstwa Awita Szuberta

Kołyszko urodził się w drobnoszlacheckiej rodzinie jako syn Wincentego Kołyszko i jego żony z rodu Jurszów. Miał starszego brata, Feliksa Kołyszkę, który również walczył w powstaniu styczniowym. Bolesław Kołyszko ukończył gimnazjum wileńskie lub lidzkie, następnie studiował prawo na Uniwersytecie Moskiewskim. Na Uniwersytecie Moskiewskim Kołyszko należał do polskiego, studenckiego stowarzyszenia „Ogół”. Został aresztowany w 1861 r. za udział w demonstracjach studenckich w Lidzie. Pod koniec 1861 roku, po krótkim pobycie w więzieniu, wyemigrował do Włoch, gdzie poznał Ludwika Mierosławskiego. Tam też, najpierw w Genui, a później w Cuneo, studiował w Polskiej Szkole Wojskowej.

## Powstanie
Po wybuchu powstania powrócił na Litwę. Na początku marca przyłączył się pod Czajniszkami do oddziału Bronisława Żarskiego, w którym objął dowództwo. Na kontrolowanym przez siebie obszarze likwidował władze carskie i rozdawał chłopom uprawnianą przez nich ziemię. Kołyszko prowadził swój 400-osobowy pułk w walkach z oddziałami armii rosyjskiego pod Wysokim Dworem w dniach 29–30 marca, następnie 1 kwietnia walczył pod Leńczami (wraz z oddziałem Tomasza Kuszłejki), 11 kwietnia pod Misiunami.
Następnie połączył się z Zygmuntem Sierakowskim i z jego rozkazu stanął na czele 1. i 2. baterii piechoty, które nazwał pułkiem dubiskim. Wraz z Sierakowskim wziął udział w wyprawie kurlandzkiej, która zakończył się tragiczną bitwą pod Birżami. 7 maja Kołyszko jako pierwszy do wyznaczonego miejsca w Medejkach. Gdzie został zaatakowany przez wojska rosyjskie i zdołał je odeprzeć. Kołyszko nalegał na kontynuację natarcia, Sierakowski jednak wolał poczekać na żołnierzy księdza Antoniego Mackiewicza. Następnego dnia bitwa rozgorzała na nowo. Kołyszko i adiutant Sierakowskiego Jarosław Kossakowski mieli zabrać rannego Sierakowskiego i wywieźć go z kraju, ale zostali schwytani 10 maja 1863 przez rosyjskich żołnierzy. Podczas przesłuchania Kołyszko obwiniał Sierakowskiego za klęskę powstania i podkreślał, że wszystko robił dla ojczyzny. Został powieszony przez sąd wojenny 9 czerwca 1863 r. Kołyszko był jednym z pierwszych przywódców powstańczych powieszonych na placu Łukiskim w Wilnie.
Jego szczątki zostały potajemnie pochowane na wileńskim wzgórzu zamkowym. Odnaleziono je w 2017 r. podczas prac mających na celu wzmocnienie osuwiska na wzniesieniu. 22 listopada 2019 roku szczątki zostały uroczyście pochowane wraz z innymi powstańcami w Kolumbarium Kaplicy Cmentarnej na Rossie w Wilnie w obecności prezydentów Litwy i Polski, premiera Polski, a także ministra kultury Łotwy i wiceministrów Ukrainy i Białorusi.